# Astrid Susanna Schulz
Astrid Susanna Schulz (* 1972 in Wildeshausen) ist eine deutsche Fotografin. 

## Leben
Schulz ist in Harpstedt aufgewachsen und lebt seit 1998 in Bremen. Nach einer kaufmännischen Lehre hat sie sich das Fotografieren autodidaktisch und mit Hilfe befreundeter Fotografen beigebracht. Seit Mitte der 2010er Jahre fotografiert sie. Dabei liegt der Fokus ihrer künstlerischen Fotografie auf dem Bereichen Porträt und Akt. Seitdem hat sie an vielen Gruppenausstellungen teilgenommen und wurde für zahlreiche Preise nominiert. 2021 wurde ihr der deutsche National Award der Sony World Photography Awards verliehen.
In ihrem Werk stellt Schulz den Menschen und seine Persönlichkeit in den Mittelpunkt ihres Schaffens. In einer Besprechung ihres im Eigenverlag herausgegebenen Buches „Portraits Nudes Women Men“ in der Zeitschrift SCHWARZWEISS heißt es, dass Schulz Schönheit und Anmut jenseits gängiger Schönheitsstandards zeige, dabei Stärke und Selbstvertrauen vermittele und gegen den Trend zur Selbstinszenierung Verletzlichkeit zulasse.

## Auszeichnungen und Shortlistings
- 2015: 11th Annual Black & White Spider Awards, Nominee in Kategorie Nude.
- 2015: Monochrome Awards, Honorable Mentions in den Kategorien Porträt und Conceptual.
- 2018: PORTRAITS Hellerau Photography Award, Shortlist.
- 2020: Julia Margaret Cameron Awards, 14th edition, Honorable Mention in Kategorie ”women seen by women“.
- 2021: Sony World Photography Awards, Winner National Award.
- 2021: Nude 2021, Finalist in Kategorie Dance.[5]

## Ausstellungen (Auswahl)
- 2018: Kaunas Photo Night, 11.10.2018 in Kaunas, Litauen[6]
- 2018: Porträts - Hellerau Photography Award, Hellerau Europäisches Zentrum der Künste Dresden, 09.02. - 02.04.2018[7]
- 2019: Akt 2019!, parablau in der blauen Fabrik, Dresden, 05.04.-03.05.2019[8]
- 2019: Raum - Körper - Raum, Bürgerhaus Hemelingen, Bremen
- 2019: The Game, LoosenArt Gallery, Rom, 06.09. - 03.10.2019[9]
- 2019: Nackt Akt Fakt, BUNKERHILLGalerie, Hamburg, 28.09. - 10.10.2019[10]
- 2020: The Hidden Art Project, Oldenburg, 11. - 21.09.2020[11]
- 2021: Haarige Geschichten, Kunsthalle Bremen, 22.05.-19.09.2021[12]

## Veröffentlichung von fotografischen Werken
- Katalog PORTRAITS 2018, Kunstagentur Dresden (kadd.de) 2018.
- Hidden Faces, in: The Opéra: Classic & Contemporary Nude Photography - Volume VIII: Matthias Straub: Kerber Verlag, S. 48–53.
- Pedersen, B. Martin, Graphis Nudes 5, Graphis Press 2020.